# Julien-François Palasne de Champeaux
Julien-François Palasne de Champeaux (ur. 21 marca 1736 roku w Saint-Brieuc, zm. 2 listopada 1795 roku w Breście) – francuski polityk, działający w czasach rewolucji francuskiej, deputowany Stanów Generalnych i członek Konwentu Narodowego. Był jednym z założycieli Klubu bretońskiego, z którego później wykształcił się Klub Jakobinów - jedno z najsilniejszych stronnictw w czasie rewolucji francuskiej. W czasach Konwentu jeden z przywódców tzw. "bagna", czyli grupy posłów niezaangażowanych, zajmujących umiarkowane stanowisko, przeciwnik terroru Robespierre'a.